# Melanie Palenik
Melanie Jaye Palenik (verheiratete Simboli; * 30. März 1966 in Windsor, Ontario) ist eine ehemalige US-amerikanische Freestyle-Skierin, die auch die kanadische Staatsbürgerschaft besitzt. Sie startete in allen Disziplinen und hatte ihre Stärken im Aerials (Springen). In dieser Disziplin gewann sie 1988 den auch als Weltmeisterschaft zählenden olympischen Demonstrationswettbewerb. Ein Jahr später wurde sie Weltmeisterin in der Kombination, im Weltcup gewann sie sechs Einzelwettkämpfe.

## Biografie

### Kindheit und Jugend
Melanie Palenik kam 1966 als Tochter eines Ingenieurs in Windsor, Ontario, der südlichsten Stadt Kanadas, zur Welt. Im Alter von drei Jahren zog sie mit ihren Eltern nach Wisconsin und später nach Colorado, wo sie das Skifahren erlernte. Sie besitzt sowohl die kanadische als auch die US-amerikanische Staatsbürgerschaft. Während ihre Mutter als Skilehrerin in Keystone arbeitete, übte sie sich in verschiedenen Sportarten, darunter Gymnastik und Trampolin. Im Alter von 16 Jahren begann Palenik im Winter Park Resort mit dem Freestyle-Skiing. Auf Vorschlag einer Highschool-Freundin trat sie erstmals zu Freestyle-Wettkämpfen an und nahm nach den Moguls (Buckelpiste) auch Aerials (Springen) und Ballett in ihr Programm auf.

### Sportliche Laufbahn
Palenik wurde von Park Smalley aus Steamboat Springs betreut, die Sommertrainings verbrachte sie auf Mount Hood, Oregon. Im Januar 1985 gab sie am Mont Gabriel ihr Debüt im Freestyle-Skiing-Weltcup und erreichte nach einem achten Platz im Aerials mit Rang fünf in der Kombination gleich ihr erstes Spitzenresultat. Nach mehreren vierten und fünften Rängen, vor allem in der Kombination, beendete sie ihre Debütsaison auf Platz fünf im Gesamtweltcup. Im folgenden Winter konnte sie sich kaum verbessern. Bei den Weltmeisterschaften 1986 in Tignes belegte sie die Ränge zehn und 17 in Moguls und Aerials. 1986/87 gelangen ihr gleich neun Podestplätze, was sie sowohl in der Kombinationswertung als auch im Gesamtweltcup erstmals auf Rang drei brachte.
Der endgültige Durchbruch gelang Palenik im Januar 1988, als sie in der Kombination von Breckenridge ihren ersten Weltcupsieg feiern konnte. Am 21. Februar gewann sie in Calgary den ersten jemals im Rahmen Olympischer Winterspiele ausgetragenen Freestyle-Wettkampf. Ein zweifach geschraubter Doppelsalto wurde mit 268,83 Punkten bewertet und brachte ihr den Sieg im Aerials-Demonstrationswettbewerb, der zugleich als Weltmeisterschaft galt. Den Sprung hatte sie erst kurz zuvor erstmals eingeübt. Auf der Buckelpiste und im Ballett belegte sie jeweils Rang sechs. Ihren erfolgreichsten Winter hatte sie ein Jahr später. Im Weltcup gewann sie drei Kombinationen und erstmals auch zwei Springen, musste sich aber in beiden Disziplinenwertungen knapp geschlagen geben. Bei den Weltmeisterschaften am Oberjoch beendete sie alle Wettkämpfe unter den besten zehn und kürte sich mit dieser Leistung zur Kombinations-Weltmeisterin. Im Springen errang sie außerdem die Bronzemedaille.
Nach einer Saison Pause nahm sie im Februar 1991 an den Weltmeisterschaften in Lake Placid teil und belegte auf den Moguls Rang acht.

### Weitere Karriere
Bereits während ihrer kurzen sportlichen Laufbahn absolvierte Melanie Palenik ein Studium an der University of Windsor, das sie mit einem Bachelor of Education abschloss. Danach wechselte sie an die Carleton University in Ottawa und absolvierte eine Trainerausbildung. Während sie in Ottawa lebte, arbeitete sie als Trainerin für die Freestyle-Mannschaft von Ontario. Zu ihren prominentesten Schützlingen gehörte der spätere Weltmeister und Weltcupsieger Steve Omischl.
Palenik ist seit 1992 mit ihrem Freestyle-Kollegen Chris Simboli verheiratet. Nach dem gemeinsamen Universitätsabschluss lebte das Paar in Ottawa und übersiedelte danach in die San Francisco Bay Area, wo Simboli als Rechtsberater in der High-Tech-Industrie tätig war. Palenik arbeitet als Skilehrerin in Boise, Idaho, sowie als Acount Executive für den Vertrieb von Defibrillatoren. Im Sommer bietet sie Sportcamps für Kinder und Jugendliche an. Melanie und Chris Simboli haben eine Tochter (* 1998) und einen Sohn (* 2001).

## Erfolge

### Olympische Spiele
- Calgary 1988: 1. Aerials, 6. Ballett, 6. Moguls (Demonstrationswettbewerbe)

### Weltmeisterschaften
- Tignes 1986: 10. Moguls, 17. Aerials
- Calgary 1988: 1. Aerials, 6. Ballett, 6. Moguls
- Oberjoch 1989: 1. Kombination, 3. Aerials, 10. Ballett, 10. Moguls
- Lake Placid 1991: 8. Moguls

### Weltcupwertungen
| Saison  | Gesamt | Gesamt | Aerials | Aerials | Moguls | Moguls | Ballett | Ballett | Kombination | Kombination |
| Saison  | Platz  | Punkte | Platz   | Punkte  | Platz  | Punkte | Platz   | Punkte  | Platz       | Punkte      |
| ------- | ------ | ------ | ------- | ------- | ------ | ------ | ------- | ------- | ----------- | ----------- |
| 1984/85 | 5.     | 13     | 8.      | 34      | 17.    | 12     | 16.     | 9       | 5.          | 27          |
| 1985/86 | 10.    | 11     | 10.     | 22      | 11.    | 13     | 21.     | 2       | 6.          | 14          |
| 1986/87 | 3.     | 19     | 7.      | 43      | 12.    | 21     | 14.     | 12      | 3.          | 39          |
| 1987/88 | 3.     | 21     | 7.      | 52      | 11.    | 38     | 15.     | 10      | 3.          | 46          |
| 1988/89 | 3.     | 25     | 3.      | 75      | 12.    | 24     | 10.     | 25      | 2.          | 52          |

### Weltcupsiege
Palenik errang im Weltcup 34 Podestplätze, davon 6 Siege:
| Datum           | Ort          | Land     | Disziplin   |
| --------------- | ------------ | -------- | ----------- |
| 24. Januar 1988 | Breckenridge | USA      | Kombination |
| 8. Januar 1989  | Mont Gabriel | Kanada   | Kombination |
| 15. Januar 1989 | Lake Placid  | USA      | Aerials     |
| 29. Januar 1989 | Breckenridge | USA      | Kombination |
| 12. März 1989   | Voss         | Norwegen | Kombination |
| 18. März 1989   | Åre          | Schweden | Aerials     |

### Weitere Erfolge
- 2 US-amerikanische Meistertitel (Kombination 1986 und 1989)

## Auszeichnungen
- 1986, 1989: Hart Cup Award[6]